# Pahora murihiku
Pahora murihiku är en spindelart som beskrevs av Forster 1990. Pahora murihiku ingår i släktet Pahora och familjen Synotaxidae. Inga underarter finns listade i Catalogue of Life.